# Circus (serie de televisión)
Circus es una serie de televisión india dirigida por Aziz Mirza y Kundan Shah, ambientada en una compañía de circo, protagonizada por Shahrukh Khan y Ashutosh Gowariker.

## Reparto
- Shahrukh Khan como Shekharan.
- Sunil Shendey como Babuji, padre de Shekharan.
- Sameer Khakhar como Chintamani.
- Rekha Sahay como Valsamma.
- Naeem Shah como Sultán.
- Amrut Patel como Professor Bowkar.
- Renuka Shahane como Maria.
- Satish Kaul como Aditya.
- Anita Sarin como Prabha.
- Dimple Hirji como Minaz.
- Naresh Suri como John Jonathan/Joe, padre de Maria.
- Haidar Ali como Subroto, Ringmaster.
- Somesh Agarwal como Gupta.
- Pavan Malhotra como Rasik.
- Ashutosh Gowariker como Vicky.
- Makrand Deshpande como Kanti.
- Neeraj Vohra como Changu.
- Sharad Bhagtani como Mangu.

### Elenco invitado
- Rama Vij como Shyamli.
- Puja Bhatkal como Bulbul.